# Кунгсбака (комуна)
Комуна Кунгсбака (швед. Kungsbacka kommun) — адміністративно-територіальна одиниця місцевого самоврядування, що розташована в лені Галланд на західному узбережжі Швеції.
Адміністративний центр комуни — місто Кунгсбака.
Кунгсбака 161-а за величиною території комуна Швеції. 

## Населення
Населення становить 76 721 чоловік (станом на вересень 2012 року). 
| Кількість населення комуни Кунгсбака за 1970-2010 роки | Кількість населення комуни Кунгсбака за 1970-2010 роки | Кількість населення комуни Кунгсбака за 1970-2010 роки | Кількість населення комуни Кунгсбака за 1970-2010 роки | Кількість населення комуни Кунгсбака за 1970-2010 роки |
| ------------------------------------------------------ | ------------------------------------------------------ | ------------------------------------------------------ | ------------------------------------------------------ | ------------------------------------------------------ |
| Рік                                                    |                                                        |                                                        | Населення                                              |                                                        |
| 1970                                                   | 1970                                                   |                                                        | 29 007                                                 | 29 007                                                 |
| 1975                                                   | 1975                                                   |                                                        | 38 353                                                 | 38 353                                                 |
| 1980                                                   | 1980                                                   |                                                        | 43 536                                                 | 43 536                                                 |
| 1985                                                   | 1985                                                   |                                                        | 48 760                                                 | 48 760                                                 |
| 1990                                                   | 1990                                                   |                                                        | 54 220                                                 | 54 220                                                 |
| 1995                                                   | 1995                                                   |                                                        | 60 915                                                 | 60 915                                                 |
| 2000                                                   | 2000                                                   |                                                        | 65 113                                                 | 65 113                                                 |
| 2005                                                   | 2005                                                   |                                                        | 69 817                                                 | 69 817                                                 |
| 2010                                                   | 2010                                                   |                                                        | 75 025                                                 | 75 025                                                 |
| Джерело: SCB                                           |                                                        |                                                        |                                                        |                                                        |

## Населені пункти
Комуні підпорядковано 23 міських поселень (tätort), більші з яких:
- Кунгсбака (Kungsbacka)
- Унсала (Onsala)
- Білльдаль (Billdal)
- Оса (Åsa)
- Сере (Särö)
- Ф'єрос чиркбю (Fjärås kyrkby)
- Фріллесос (Frillesås)
- Валльда (Vallda)
- Бака (Backa)

## Галерея

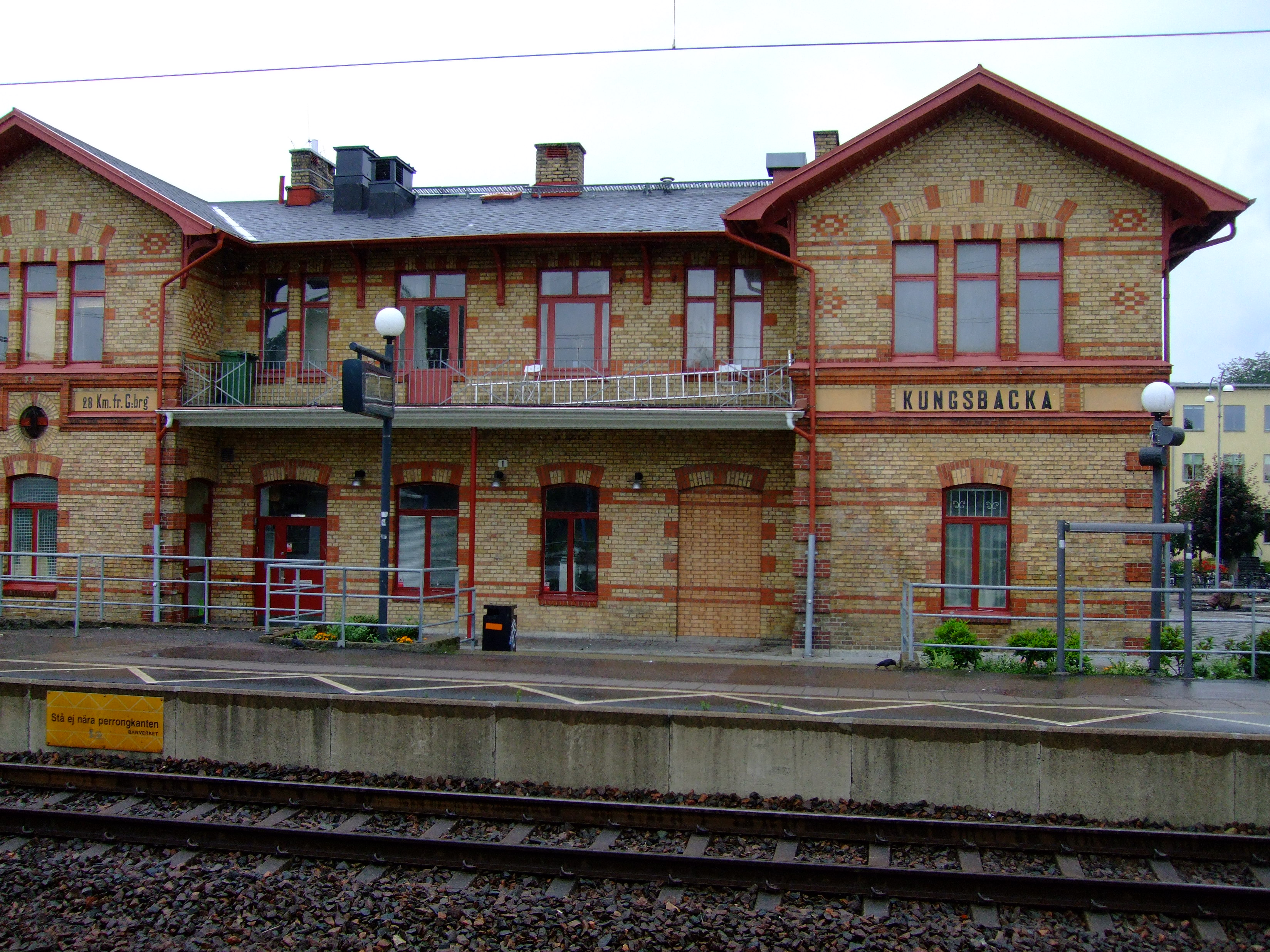
Залізнична станція Кунгсбака
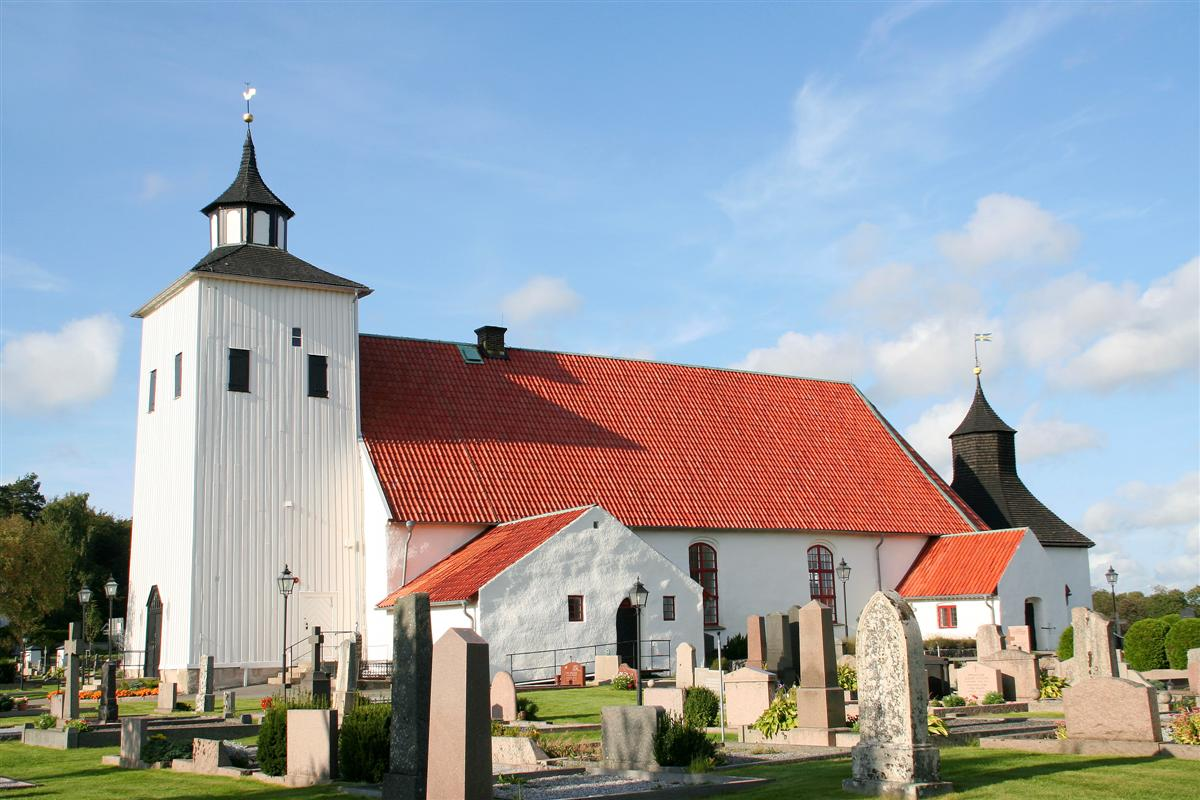
Церква (Унсала)
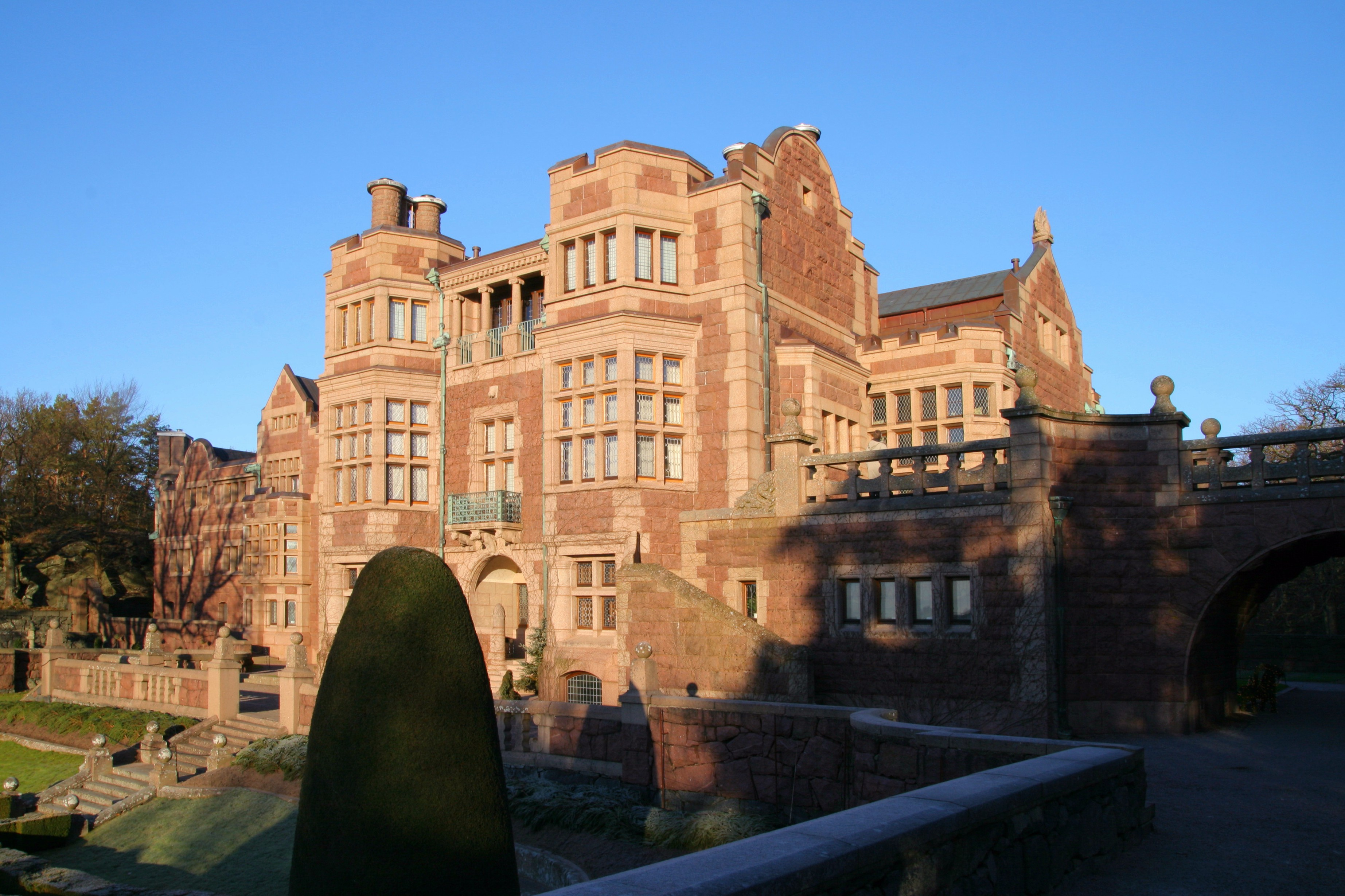
Замок Челегольм
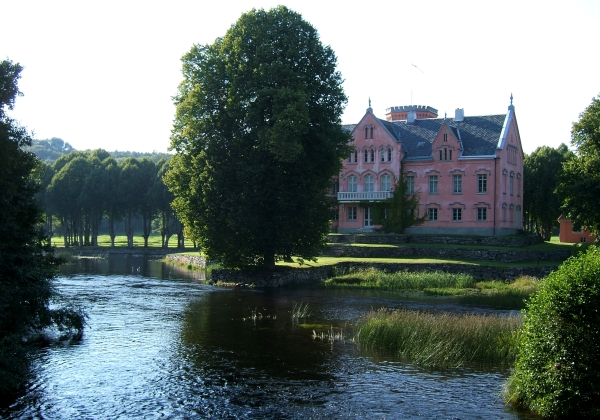
Замок Госевадгольм
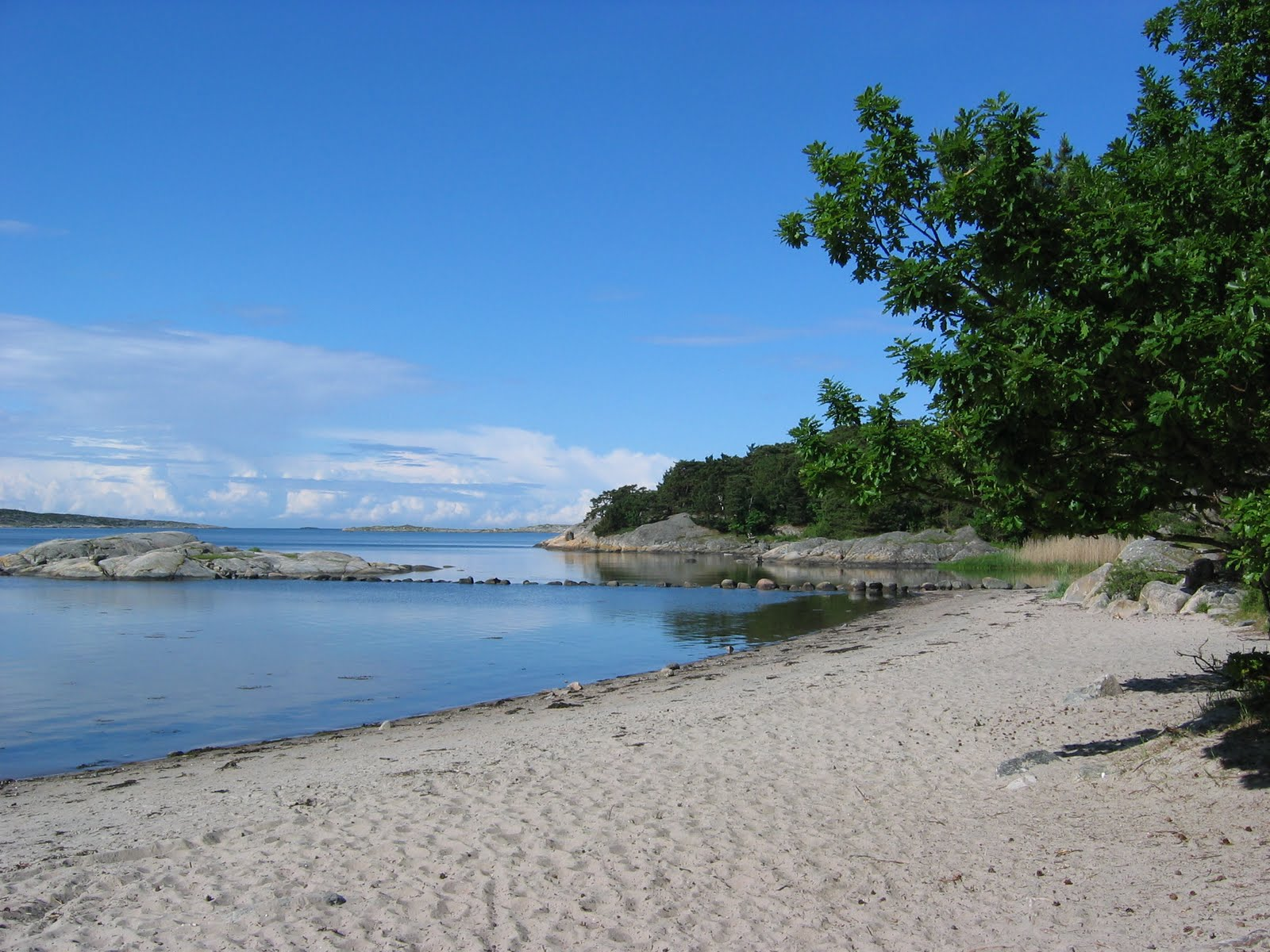
Прирозний заказник Вестерскуг

## Виноски
1. ↑  Folkmangd i riket, lan och kommuner (шв.) . Центральне бюро статистики Швеції. Архів оригіналу за 20 серпня 2013. Процитовано 27 січня 2013.